# Caesalpinia crista
Caesalpinia crista är en ärtväxtart som beskrevs av Carl von Linné. Caesalpinia crista ingår i släktet Caesalpinia och familjen ärtväxter. Inga underarter finns listade i Catalogue of Life.

## Bildgalleri

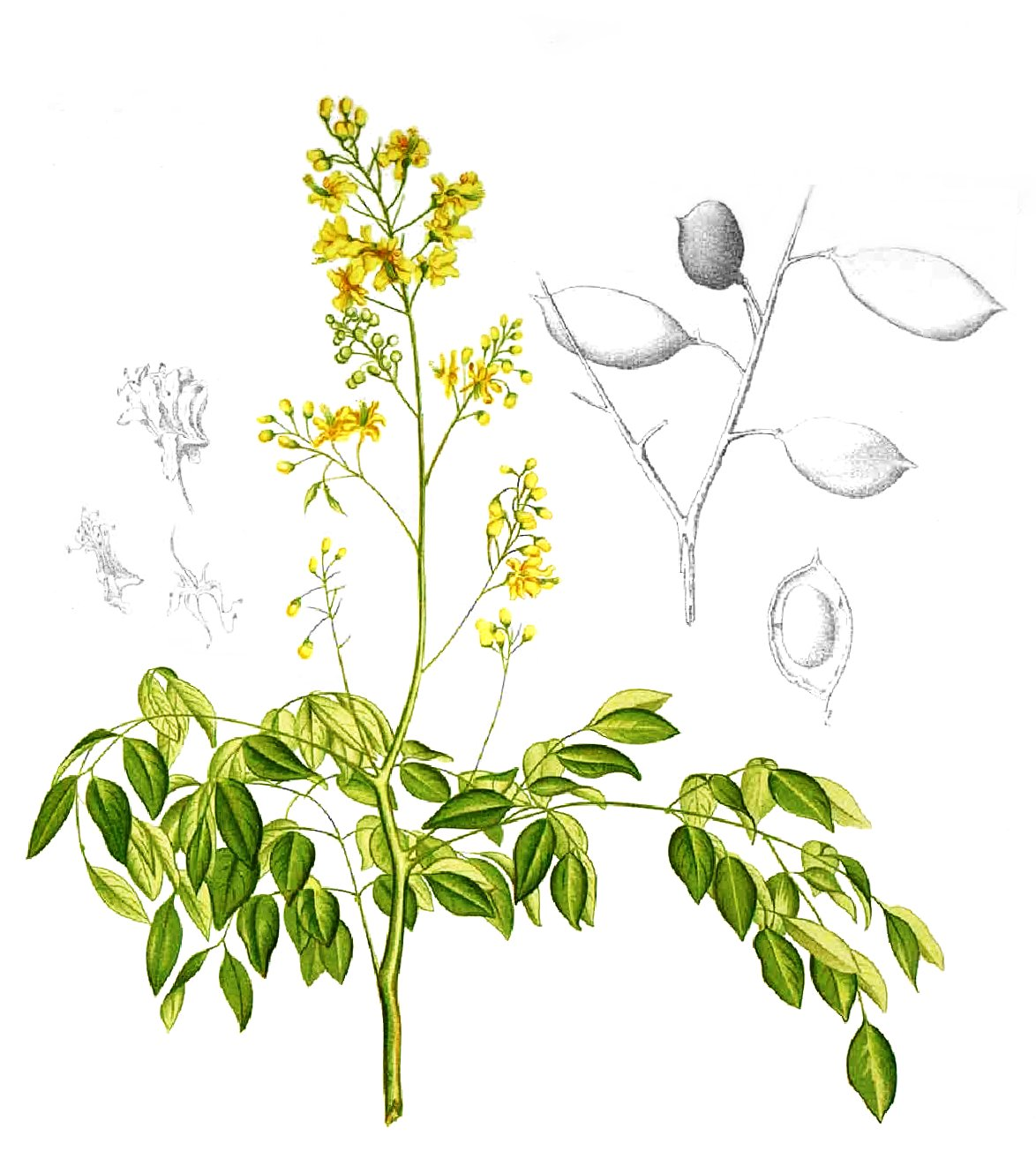
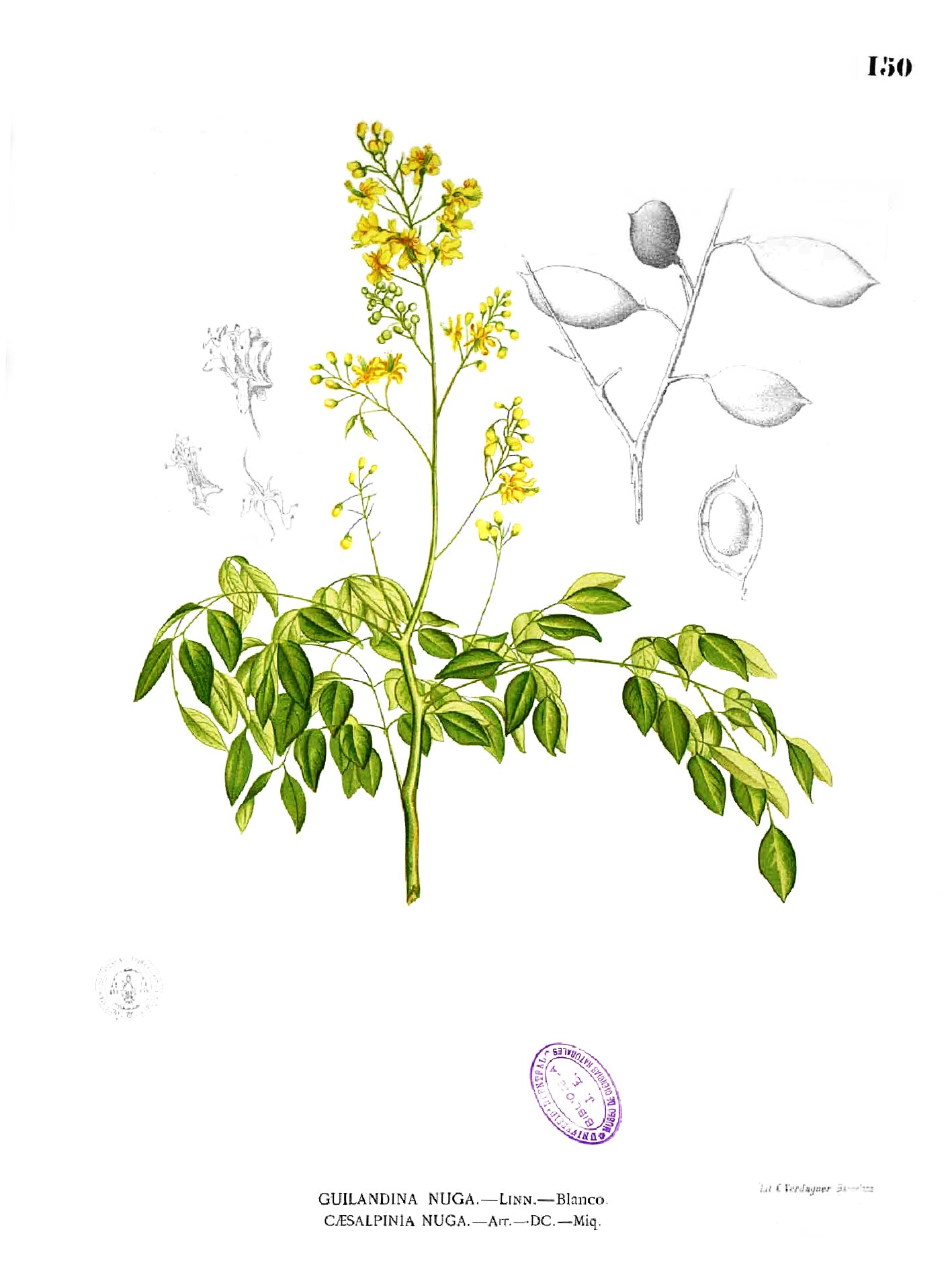
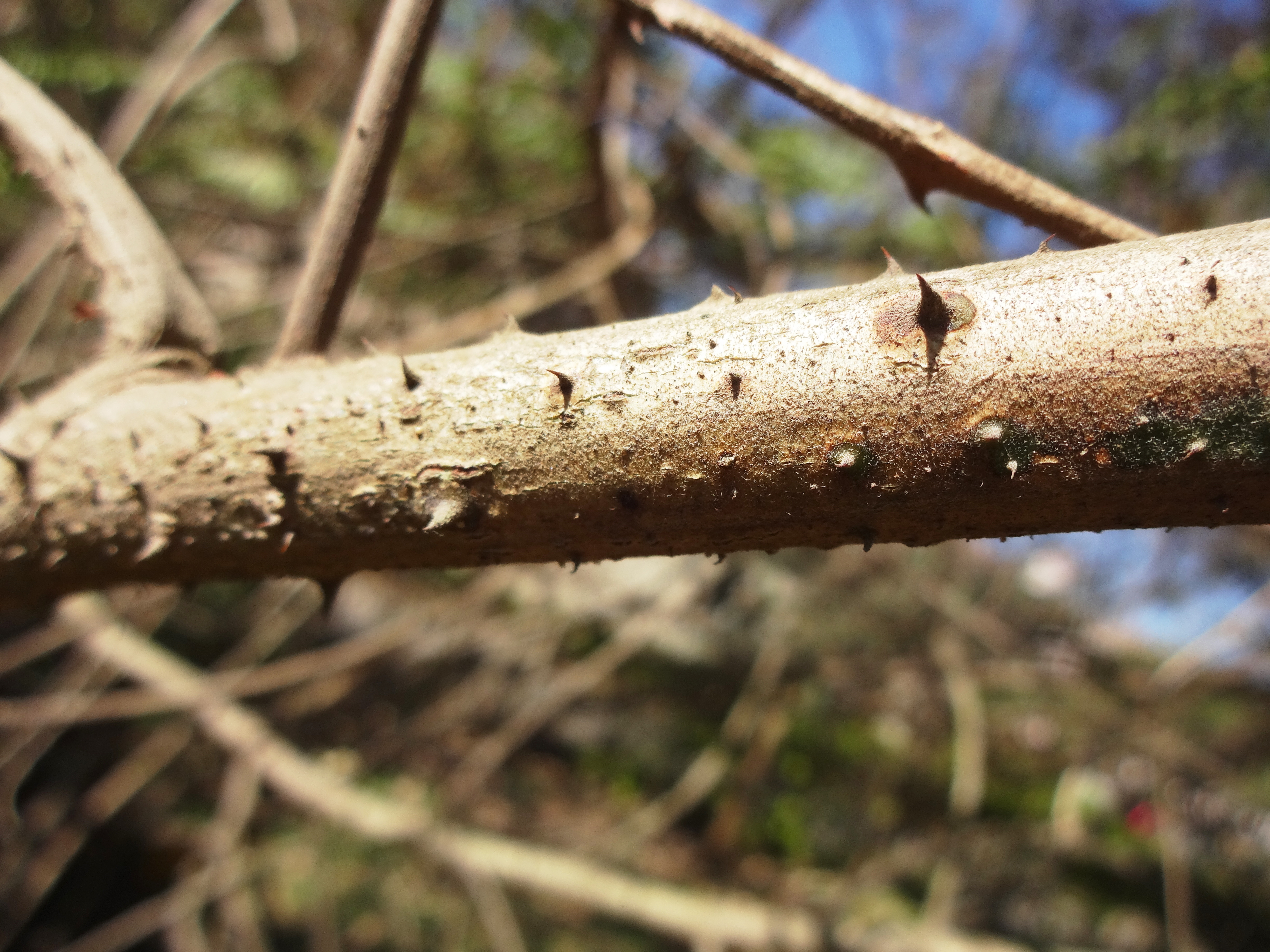
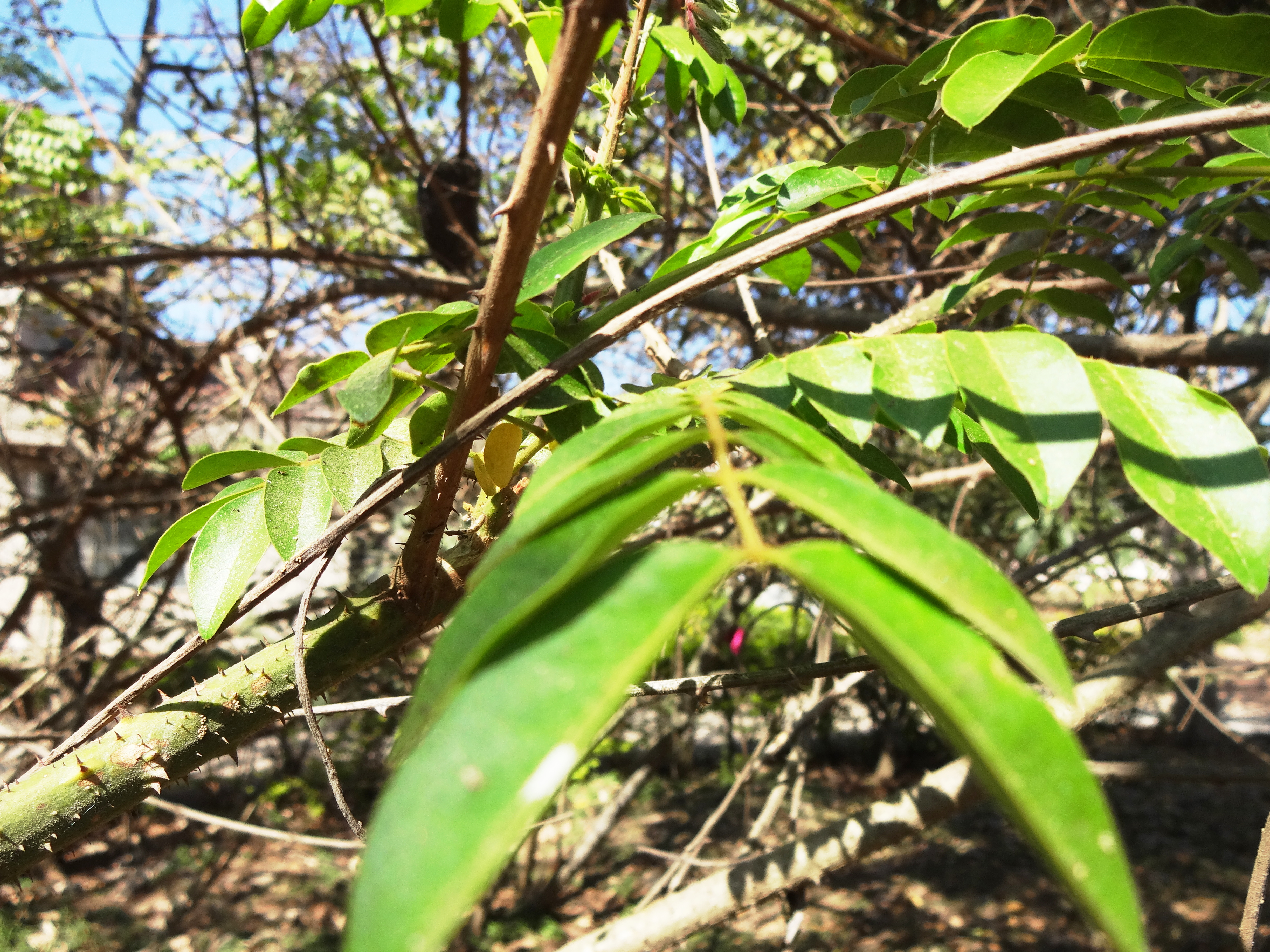